# TYC 3667-1280-1
TYC 3667-1280-1 — звезда, которая находится в созвездии Кассиопея на расстоянии приблизительно 1568 световых лет от нас. Вокруг звезды обращается, как минимум, одна планета.

## Характеристики
TYC 3667-1280-1 — звезда 9,86 видимой звёздной величины и не видна невооружённым глазом. Она была открыта с помощью орбитальной обсерватории Hipparcos в ходе проекта Tycho. Официальное открытие звезды было совершено 1997 году в рамках публикации каталога Tycho. TYC 3667-1280-1 представляет собой старый красный гигант возрастом около 9,13 миллиардов лет, сошедший с главной последовательности. Масса и радиус звезды равны 1,87 и 6,26 солнечных соответственно. Температура её поверхности составляет около 5130 кельвинов. Светимость звезды равна 1,38 солнечной.

## Планетная система
В 2016 году группой польских астрономов было объявлено об открытии планеты TYC 3667-1280-1 b в системе. Это массивный газовый гигант, обращающийся на расстоянии 0,21 а. е. от родительской звезды, совершая полный оборот за 26 с лишним суток. Согласно современным представлениям о звёздной эволюции, в течение следующих миллионов лет звезда будет увеличиваться в размерах и через 170 миллионов лет поглотит планету.